# Cerco de Algeciras (1342–1344)
O ‎‎cerco de Algeciras de 1342–1344‎‎ foi realizado durante a Reconquista‎‎ pelas forças ‎‎castelhanas‎‎ de ‎‎Afonso XI‎‎ auxiliadas pelas frotas do Reino de ‎‎Aragão‎‎ e ‎‎da República de Gênova.‎‎ O objetivo era capturar a cidade ‎‎muçulmana‎‎ de Aljazira Alcadra, chamada ‎‎Algeciras‎‎ pelos cristãos. A cidade era a capital e o principal porto do território europeu do ‎‎Império Merínida.‎‎
O cerco durou 21 meses. A população da cidade, cerca de 30 000 pessoas incluindo civis e soldados berberes, sofreu um bloqueio terrestre e marítimo que impediu a entrada de alimentos na cidade. O Reino Nacérida de Granada enviou um exército para socorrer a cidade, mas foi derrotado ao lado do rio Palmones. Em seguida, em 26 de março de 1344, a cidade se rendeu e foi incorporada à Coroa de Castela. Este foi um dos primeiros combates militares na Europa onde a pólvora foi usada.

## Antecedentes

### Ameaça moura a Castela
Algeciras fazia parte do Reino Nacérida de Granada. Em 1329, foi conquistada pelo sultão merínida do Magrebe, que a tornou a capital dos seus domínios europeus. Forças de Granada e Magrebe recuperaram a cidade vizinha de Gibraltar em 1333. Em 1338, Abu Maleque, filho do sultão magrebino e governante de Algeciras e Ronda, lançou ataques contra os territórios castelhanos no sul da Península Ibérica. Em uma dessas incursões, foi morto por soldados castelhanos e seu corpo levado de volta para Algeciras, onde foi enterrado.
O pai de Abu Maleque, Alboácem Ali ibne Otomão, cruzou o estreito em 1340, derrotou uma frota espanhola e desembarcou na cidade. No túmulo de seu filho, jurou derrotar o rei castelhano. Foi primeiro à cidade de Tarifa, que foi sitiada. Afonso XI de Castela, vencido pelas incursões das novas forças do norte da África e pela possibilidade de perder Tarifa, reuniu um exército com a ajuda do rei Afonso IV de Portugal. Os dois exércitos, castelhano-português e magrebino-granadino, enfrentaram-se perto da praia dos Lances, em Tarifa, na Batalha do Salado (30 de outubro de 1340). A derrota dos muçulmanos nessa batalha animou Afonso XI e o convenceu da necessidade de tomar Algeciras, já que era o principal porto de entrada de tropas da África.

### Preparações

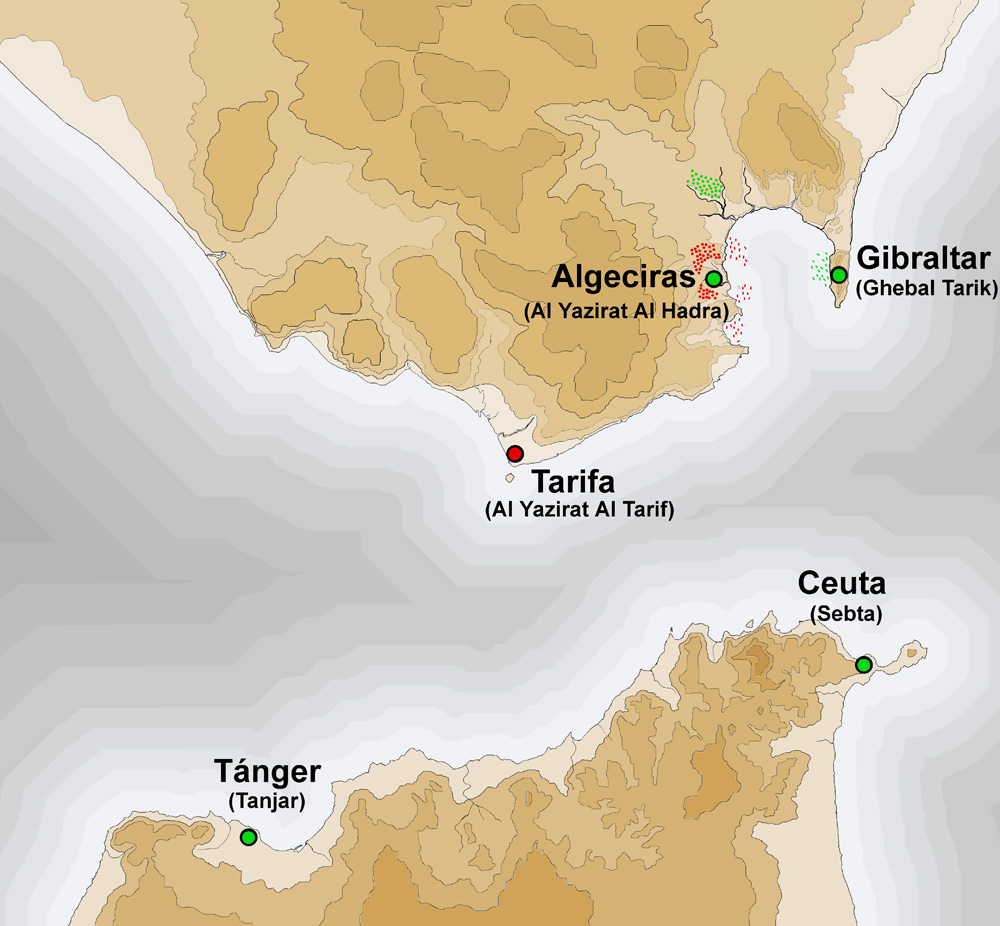
Estreito de Gibraltar durante o cerco de Algeciras

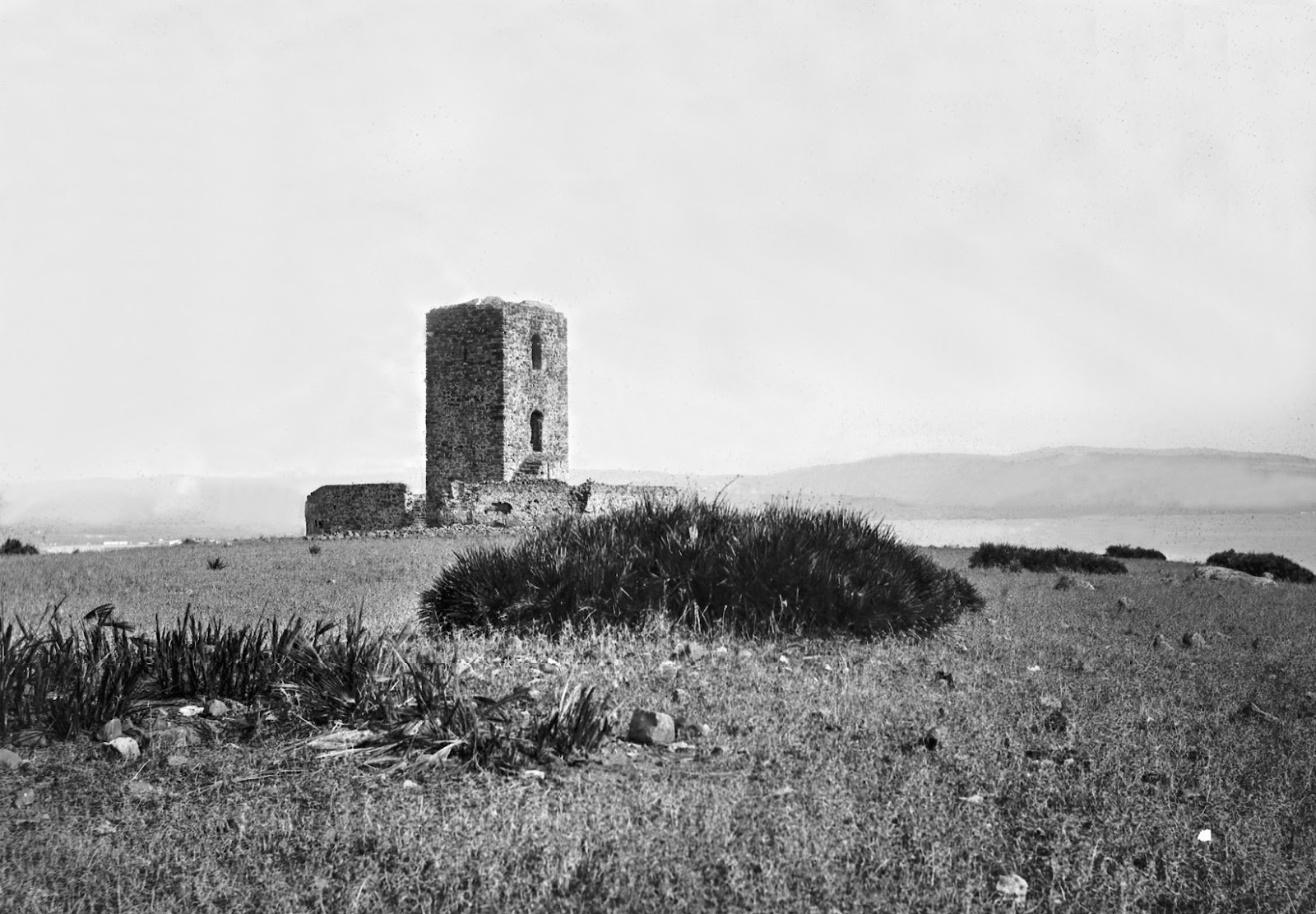
Torre dos Campeões

A partir de 1341, Afonso XI começou a preparar as tropas necessárias para sitiar a cidade. Ordenou a construção de vários navios e garantiu os serviços da frota genovesa de Egídio Boccanegra e esquadrões de Portugal e Aragão. Em terra, além de suas tropas castelhanas e de Aragão, havia muitos cruzados europeus, e foi apoiado pelos reis da Inglaterra e da França. A campanha foi financiada pela extensão do imposto de alcabalá sobre pão, vinho, peixe e roupas para incluir a venda de todas as mercadorias. As cortes de Burgos, Leão, Ávila e Samora foram convocados em 1342 para aprovar o novo imposto.[a]
Afonso XI encontrou-se com o almirante português Carlos Pessanha em Porto de Santa Maria e ouviu de Pero de Montada, almirante da esquadra de Aragão, que se dirigia para Algeciras. Então partiu à praia de Getares, a apenas 3 quilômetros (1,9 milhas) da cidade, para verificar o estado das galeras à sua disposição. À sua chegada a Getares, Pero de Montada informou ao rei que tinha interceptado vários navios que transportavam alimentos à cidade, e que as galés de Portugal e Gênova tinham em combate oitenta galés mouriscas, capturado vinte e seis delas e forçado as restantes refugiar-se em portos africanos. Segundo os cavaleiros castelhanos, essa era a hora de cercar a cidade, pois os suprimentos deveriam ser limitados. O rei, entretanto, sentiu que ainda tinha poucas tropas no local. A maior parte de suas forças estavam em Xerez da Fronteira aguardando suas ordens, enquanto as tropas de defesa de Algeciras já haviam sido avisadas de sua chegada.
O rei voltou a Xerez, reuniu seu conselho e os informou sobre o estado da cidade. Mandou aos almirantes de Getares interceptar os barcos que tentassem abastecer a cidade e tentar capturar algum algecirenho que pudesse informá-los sobre o estado das duas cidades. Também mandou seus almogávares fazerem o mesmo em terra. Os cavaleiros do rei o aconselharam sobre os melhores lugares para estabelecer a base principal onde o rei e os nobres viveriam, e os pontos vulneráveis onde poderiam causar mais danos às defesas. Bastou deslocar as tropas para Algeciras, construir pontes sobre o rio Barbate e um riacho perto de Xerez e enviar navios ao rio Guadalete para transportar alimentos para as tropas.[carece de fontes?]
Em 25 de julho de 1342, Afonso XI deixou Xerez acompanhado de suas tropas e dos oficiais e cavaleiros que o auxiliariam no cerco de Algeciras. Entre eles estavam o Arcebispo de Toledo, o Bispo de Cádis, o Mestre de Santiago, João Afonso Peres de Gusmão e Coronal, Pero Ponce de Leão, João Nunes, Mestre de Calatrava, Nuno Chamizo, Mestre de Alcântara, frei Afonso Ortiz Calderón, prior de San Juan, e os conselhos de Sevilha, Córdova, Xerez, Xaém, Écija, Carmona e Niebla. Em 1 de agosto, as tropas castelhanas e seus aliados chegaram a Getares, compreendendo uma força de 1 600 cavaleiros e 4 000 arqueiros e lanceiros. As tropas e esquadrões de Aragão, Gênova e Castela tomaram suas posições.[carece de fontes?] Em 3 de agosto, o quartel-general foi estabelecido em uma colina ao norte de Algeciras. O rei morou na torre lá nos primeiros meses do cerco, cercado pelos cavaleiros e nobres que o acompanhavam. A Torre dos Campeões (Torre de los Adalides), assim designada neste tempo, dava uma excelente vista da cidade muçulmana e das estradas que se comunicam com Gibraltar e o leste da Andaluzia.

### Algeciras

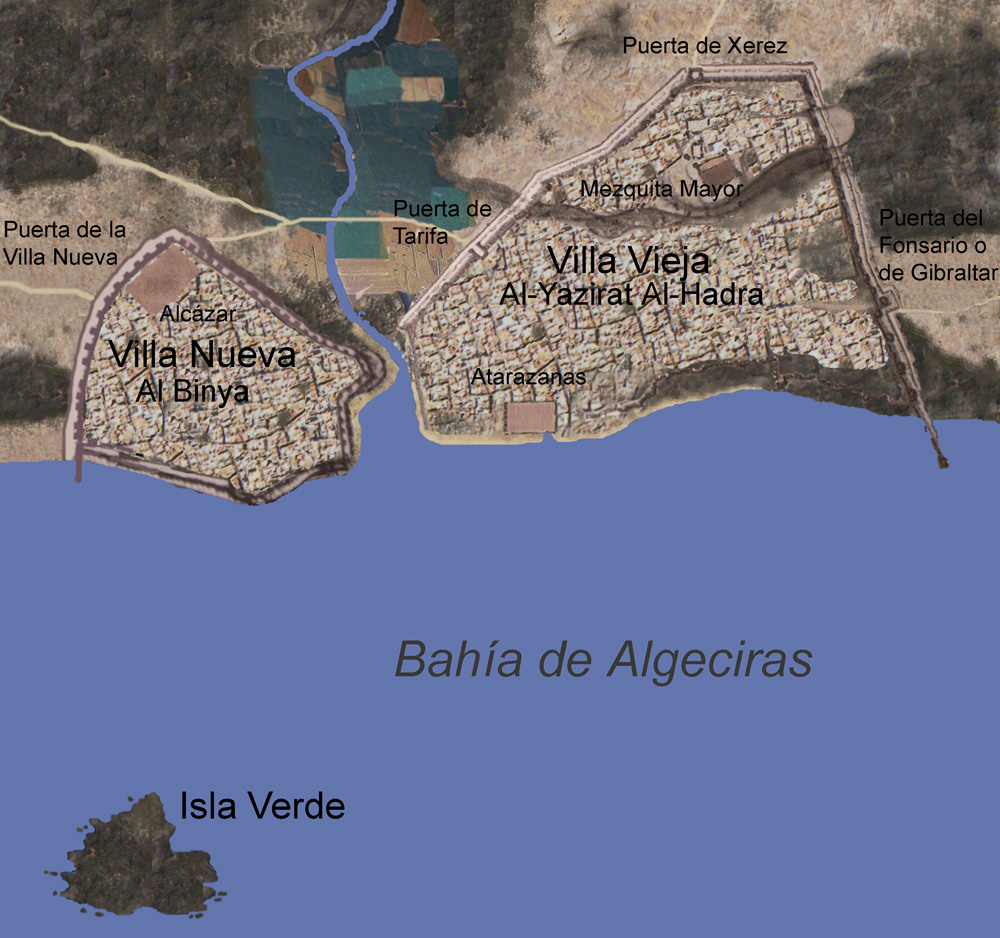
Vila Nova e Velha de Algeciras

Aljazira Alcadra foi a primeira cidade fundada por muçulmanos quando chegaram à Península Ibérica em 711. No século XIV, era formada por duas cidades separadas com suas próprias muralhas e defesas. Entre as duas cidades estava o rio da Miel. A foz do rio formava uma ampla enseada que funcionava como porto natural protegido pela Ilha Verde, que os muçulmanos chamavam de Iazirate Um Alhaquim (Yazirat Umm Al-Hakim). A cidade do norte, Almedina, chamada de Vila Velha (Villa Vieja) pelos espanhóis, era a mais antiga das duas e foi fundada em 711. Era cercada por uma muralha com torres e um fosso profundo protegido por uma barbacã e um parapeito. A entrada da Vila Velha pela estrada de Gibraltar era protegida por um enorme portal chamado Fonsário, perto do cemitério principal da cidade. Essa entrada foi o ponto mais fraco das obras defensivas e, portanto, a mais bem defendida.
A cidade ao sul, Albinia (Al-Binya), chamada de Vila Nova (Villa Nueva) pelos espanhóis, foi construída pelos merínidas de Abu Iúçufe Iacube ibne Abdalaque em 1285. Ficava em um planalto que outrora abrigou o bairro industrial de Júlia Traducta, a romana Algeciras. A inclinação do seu perímetro ajudou na sua defesa, pelo que não foi necessário construir defesas tão fortes como as da Vila Velha. A Vila Nova abrigava a fortaleza e as tropas que haviam sido estabelecidas na cidade. Algeciras tinha cerca de oitocentos cavaleiros e doze mil besteiros e arqueiros, com uma população total de trinta mil pessoas, de acordo com informações de cativos dadas ao rei de Castela nos primeiros dias do cerco.

## Fases do cerco

### Movimentos de abertura: agosto - outubro de 1342

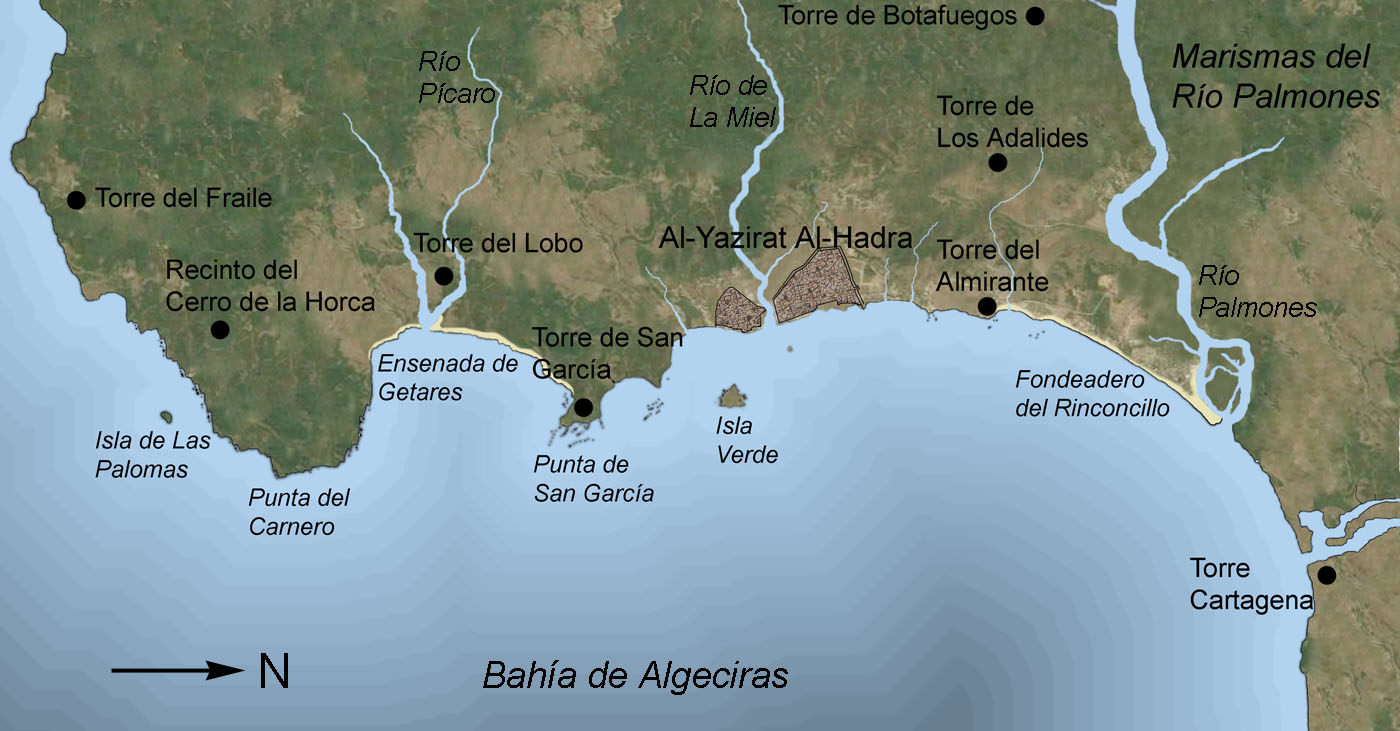
Principais estruturas e topônimos citados

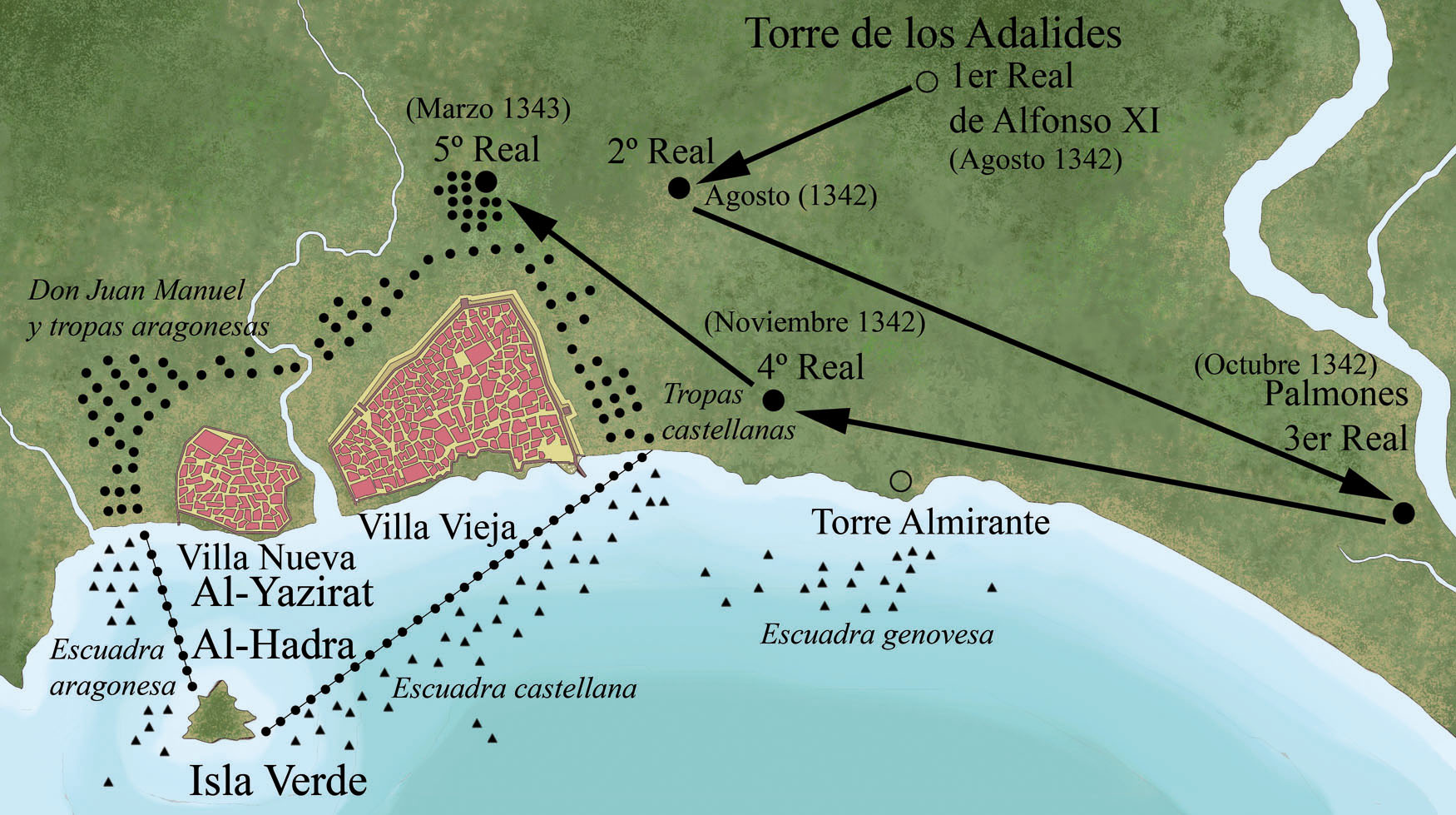
Posição de Afonso XI e suas tropas durante o cerco

A partir de 3 de agosto de 1342, após o acampamento principal ter sido estabelecido, o rei de Castela ordenou aos engenheiros reais que estudassem os locais onde as tropas deveriam ser posicionadas. O objetivo principal era evitar a saída de tropas da cidade e a entrada de reforços das estradas de Tarifa e Gibraltar. Algeciras cairia de fome e não pela força das armas. Seguiu-se um período de escaramuças entre os dois exércitos. Um dia, ao amanhecer, uma força de trezentos cavaleiros e mil infantes saiu de Algeciras em direção a uma seção das linhas de cerco ocupada pelo mestre de Santiago, João Afonso Peres de Gusmão, Pero Ponce de Leão e o contingente de Sevilha. Enquanto os cristãos se preparavam para enfrentar o ataque, um conde germânico visitante, acompanhado por seis conterrâneos, avançou sem esperar pelos outros. Vendo os mouros recuarem, os estrangeiros atacaram em perseguição e, caindo no estratagema mourisco, o punhado de cavaleiros quase foi dominado quando os defensores em retirada contra-atacaram. O conde foi morto e seus companheiros só foram salvos com a chegada de seus aliados espanhóis que expulsaram os mouros de volta à cidade, sob uma saraivada de flechas das muralhas. Depois que o rei viu o dano que poderia ser feito, nos dias seguintes mandou cavar uma trincheira ao redor da Vila Velha, desde o rio da Miel até o mar, para evitar ataques da cidade. Abrigos foram construídos próximos às trincheiras e soldados foram colocados em intervalos regulares para montar guarda à noite. O rei mudou seu quartel-general para mais perto da cidade e enviou vários de seus homens para conquistar a Torre de Cartagena na cidade de Carteia, de onde puderam observar os movimentos dos merínidas de Gibraltar.
Com a guerra entre Pedro IV de Aragão e o Reino de Maiorca iminente, a frota aragonesa deixou o cerco em setembro de 1342. Máquinas de cerco foram enviadas para uma posição perto do portão noroeste da cidade, onde duas grandes torres impediram o ataque e protegeram os defensores. Durante a construção dessas máquinas, vários dos defensores atacaram da Porta de Xerez para impedir a colocação das máquinas. A estratégia dos algecirenhos era fazer com que os sitiantes se aproximassem das muralhas. Esta técnica, com a qual mataram o conde de Lous, não era conhecida dos cavaleiros cristãos não acostumados com a guerra de fronteira, e muitos homens morreram durante os primeiros meses do cerco. Na invasão das torres de cerco, o escudeiro do rei João Nino morreu, assim como o Mestre de Santiago[b] e outros homens. O cerco se arrastou e o rei de Castela enviou vários de seus homens em busca de ajuda para mantê-lo. O arcebispo de Toledo foi enviado ao encontro do rei da França enquanto o prior de Santa Joana foi visitar o papa Clemente VI, que acabava de ser empossado.
Os sitiantes tiveram mais problemas do que esperavam no início do cerco. Durante os primeiros dias de outubro, houve uma grande tempestade. O acampamento no noroeste foi localizado em uma área tradicionalmente alagada e se transformou em um pântano. Os defensores aproveitaram a confusão criada pela tempestade para atacar durante a noite, causando grandes danos. As inundações no acampamento e nas linhas circunvizinhas obrigaram o quartel-general e a maior parte das tropas a se deslocarem para a foz do rio Palmones, onde passaram o resto de outubro de 1342. Logo após a mudança do principal acampamento cristão, os algecirenhos se reuniram todas as suas forças na Vila Velha para fazer um ataque desesperado contra seus sitiantes. Os cavaleiros muçulmanos conseguiram chegar ao acampamento cristão recém-estabelecido e matar muitos cavaleiros, incluindo Gutierres Dias de Sandoval e Lope Fernandes de Vilagrande, vassalos de João Nunes e Rui Sanches de Roxas, vassalo do Mestre de Santiago.

### Primeiro inverno: novembro de 1342 - abril de 1343

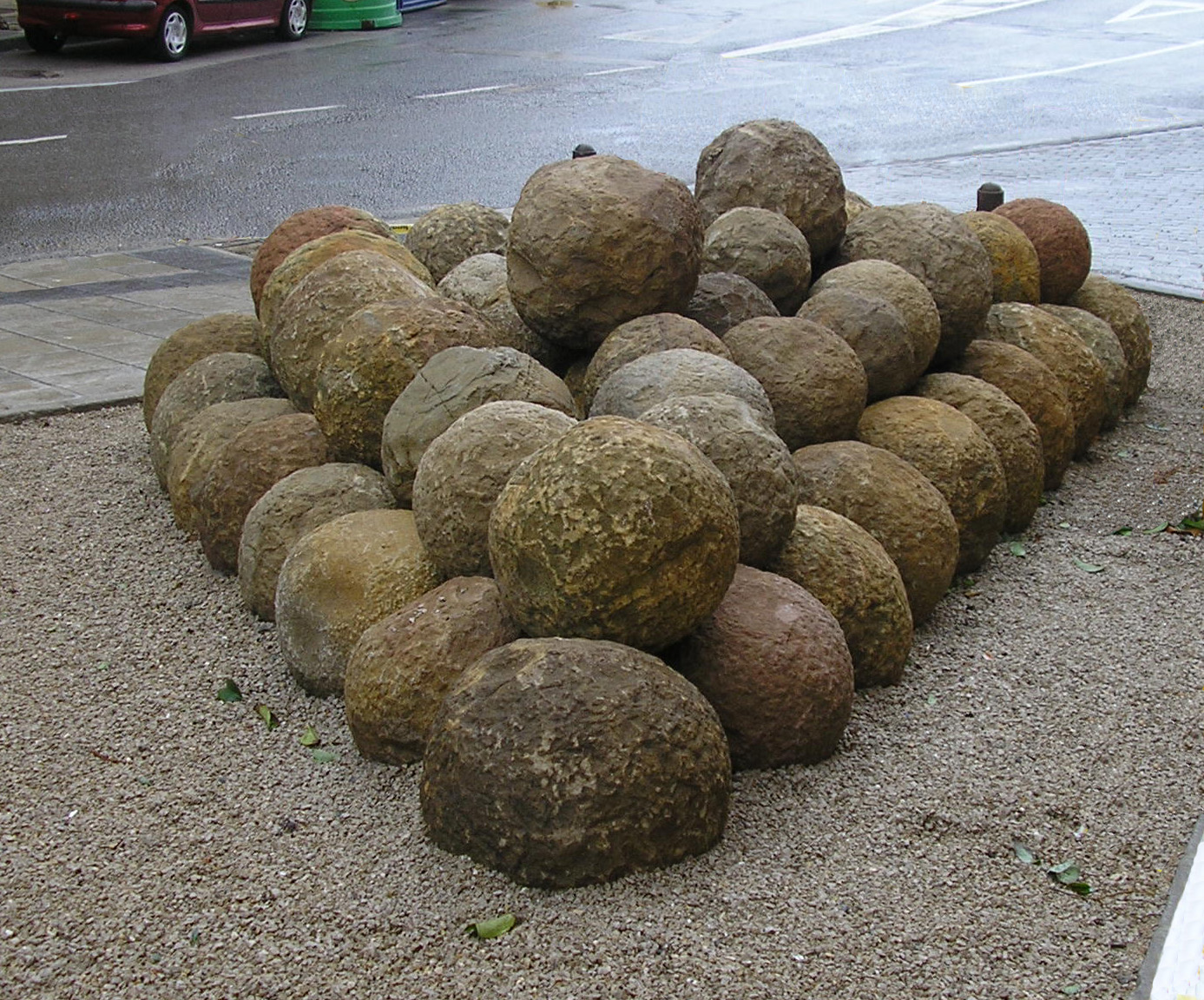
bolanhos, projéteis de pedra usados durante o cerco de 1342, de uma seção preservada das muralhas merínidas da cidade

A situação deteriorou-se gradualmente tanto na cidade quanto no campo sitiante. A comida era escassa no acampamento cristão depois que as enchentes e a multidão de soldados e animais em condições nada higiênicas causaram a propagação de doenças. Em novembro, Pedro IV de Aragão enviou dez galeras comandadas por Mateu Mercer para cumprir sua obrigação de tratado. O rei português Afonso IV enviou outras dez galés sob o comando do almirante Carlos Pessanha, mas permaneceram apenas três semanas, e sua partida elevou o moral dos defensores. As forças castelhanas continuaram a ter dificuldade em manter uma frota adequada para abastecimento e ataque. No entanto, Algeciras ficou sem comida devido ao bloqueio marítimo.
Durante os primeiros meses de cerco, os espanhóis continuaram a lançar pedras contra os muros da cidade, enquanto os defensores tentavam causar perdas em combate direto ou com armas como balistas, que podiam disparar grandes projéteis. Em dezembro de 1342, as tropas enviadas pelos concelhos de Castela e Estremadura chegaram ao acampamento cristão, e com eles o cerco se tornou mais apertado. Começaram a colocar um grande número de máquinas balísticos genoveses ao redor da cidade, enquanto os defensores continuaram a atirar flechas nos instaladores das máquinas. Durante janeiro de 1343, as lutas contínuas nas linhas ao redor da cidade enfraqueceram os dois lados. Uma grande bastida fortificada, uma torre de madeira comandada por Inhigo Lopes de Orosco, foi construída de frente para a Porta do Fonsário, e dessa torre mísseis podiam ser disparados por cima da muralha da cidade. A primeira bastida logo foi queimada por uma força que saiu da cidade, mas outra foi construída e continuou atirando contra a cidade durante o cerco.
Iúçufe I, sultão nacérida de Granada, estava se preparando para enviar suprimentos e ajuda à cidade. Com a ameaça das tropas de Granada, os ataques intensificaram-se contra a Porta da Fonsário na Vila Velha, o ponto mais fraco, mas também o mais bem defendido. Na frente dela, Afonso XI ordenou a construção de novas trincheiras cobertas, o que permitiu a aproximação das muralhas da cidade para colocar máquinas de cerco. De Algeciras, entretanto, os defensores dispararam projéteis de ferro de bombas de pólvora primitivas, que causaram extensos danos. Essas foram as primeiras peças de artilharia com pólvora a serem usadas na península.
As trincheiras continuaram a ser construídas ao redor da cidade até que cercaram todo o perímetro em março de 1343. Atrás das trincheiras havia bancos de terra, e sobre essas paredes de madeira foram erguidas para proteger os soldados sitiantes, com fortes torres erguidas em intervalos. Os trabucos do acampamento castelhano lançaram um grande número de bolas de pedra, ou bolanhos. Os trabucos tinham um alcance máximo de 300 metros (980 pés) e eram vulneráveis a grupos de sitiantes que conseguiam cruzar as trincheiras. Tantos bolanhos foram lançados durante o cerco que em 1487 o rei Fernando II de Aragão enviou uma expedição às ruínas de Algeciras para recuperá-los para que pudessem ser usados novamente no cerco de Málaga.
Os reforços chegaram ao acampamento cristão dos vários conselhos de Castela, incluindo os cavaleiros João Nunes III de Lara e João Manuel, Príncipe de Vilhena. As novas tropas substituíram os soldados feridos ou debilitados pela fome. A partir de fevereiro de 1343, os sitiantes começaram a estender a linha de cerco para bloquear as abordagens marítimas da cidade e, assim, impedir a chegada de alimentos de Gibraltar. O objetivo era bloquear a abordagem marítima de Algeciras com toras conectadas por correntes. A barragem se estendeu do ponto Rodeo ao sul da cidade até a ilha Verde, e de lá à praia dos Ladrilhos ao norte. No entanto, no final de março de 1343, uma tempestade interrompeu a barragem e as toras foram levadas para a costa, fornecendo um suprimento útil de madeira para os sitiados.

### Ambos os lados recebem reforços: maio – setembro de 1343

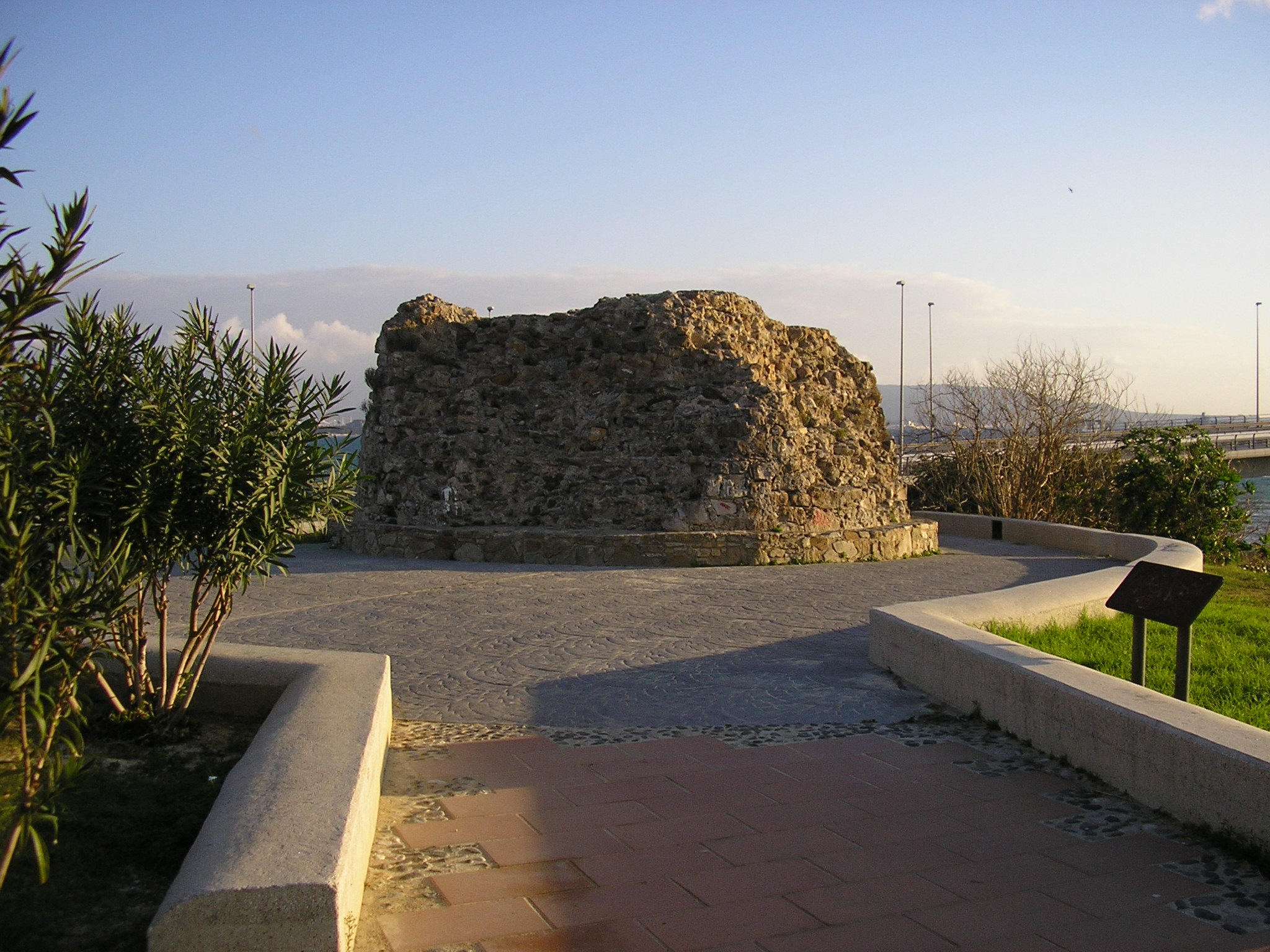
Torre do Almirante, a residência de Egídio Boccanegra durante o cerco

Em maio de 1343, um grande exército comandado pelo sultão de Granada passou pelo rio Guadiaro e se aproximou da cidade. Afonso XI mandou chamar seus cavaleiros para ver como poderiam lidar com esta nova ameaça. Enviou cartas informando a Granada que levantaria o cerco se lhe prestasse homenagem. O sultão de Granada ofereceu uma trégua, mas não foi suficiente para os castelhanos. No mesmo mês chegaram vários cavaleiros europeus: da Inglaterra vieram os condes de Derby e de Salisbúria; do Sacro Império Romano-Germânico veio o conde Bous; da França veio Gastão II de Foix, e seu irmão Rogério-Bernardo, visconde de Castelbon, e o rei Filipe III de Navarra com suprimentos e tropas. As tropas de Granada mantiveram sua posição, esperando o momento certo para se aproximar da cidade. Durante os meses de junho e julho, a situação permaneceu inalterada. Mais torres de cerco fortificadas e trincheiras foram construídas enquanto os combates continuavam ao redor da cidade. Os defensores usavam balistas, máquinas provavelmente semelhantes às catapultas e os "trovões", como as novas bombas de pólvora eram chamadas pelos muçulmanos, causando grandes danos às forças de cerco e visando principalmente as torres de cerco e trincheiras.
Em agosto de 1343, enquanto as negociações continuavam entre Castela e Granada, chegou a notícia de que no Magrebe o sultão Alboácem Ali preparava uma frota para socorrer a cidade. Diante da iminente entrada na luta das forças de Granada e Magrebe, tornou-se urgente que os cristãos acelerassem os planos à conquista. Simultaneamente, Afonso soube que o papa daria ao reino 20 000 florins para custear as despesas da campanha, e o rei da França, por meio do arcebispo de Toledo, Gil Álvares de Albornoz, forneceria 50 000 florins. Com esse dinheiro, os espanhóis poderiam pagar aos mercenários genoveses, que há muito exigiam seu pagamento. As dificuldades dos cristãos no cerco e a urgência da batalha com Granada e Magrebe eram conhecidas em todo o reino. O rei teve que penhorar sua coroa e enviar vários de seus pertences de prata para serem derretidos em Sevilha, depois que um incêndio reduziu a cinzas o estoque de farinha do acampamento.
Ao mesmo tempo, Aragão forneceu novos navios para ajudar a manter o cerco: o vice-almirante de Valência, Jaime Escribano, chegou em meados de agosto com dez galeras aragonesas. Estes barcos e outros quinze navios castelhanos comandados pelo almirante Egídio Boccanegra foram enviados a Ceuta para causar o maior dano possível à frota do sultão magrebino, que neste porto aguardava a chegada da frota de Granada com destino a Algeciras. No primeiro encontro, os cristãos tentaram surpreender a frota muçulmana enviando para o combate apenas os quinze navios castelhanos, enquanto os navios aragoneses manobravam como se se preparassem para socorrer os magrebinos. A estratégia teria custado caro aos magrebinos se não tivessem capturado um marinheiro castelhano antes do confronto final, que os advertiu do estratagema. Os navios de Ceuta regressaram rapidamente ao porto e a frota cristã teve de regressar à baía de Algeciras. Ao regressar ao cerco, Egídio Boccanegra enviou vinte dos seus navios para esperar em Getares, prontos para interceptar os mouros se estes decidissem atacar o cerco.

### Tropas magrebinas cruzam o estreito: outubro - novembro de 1343

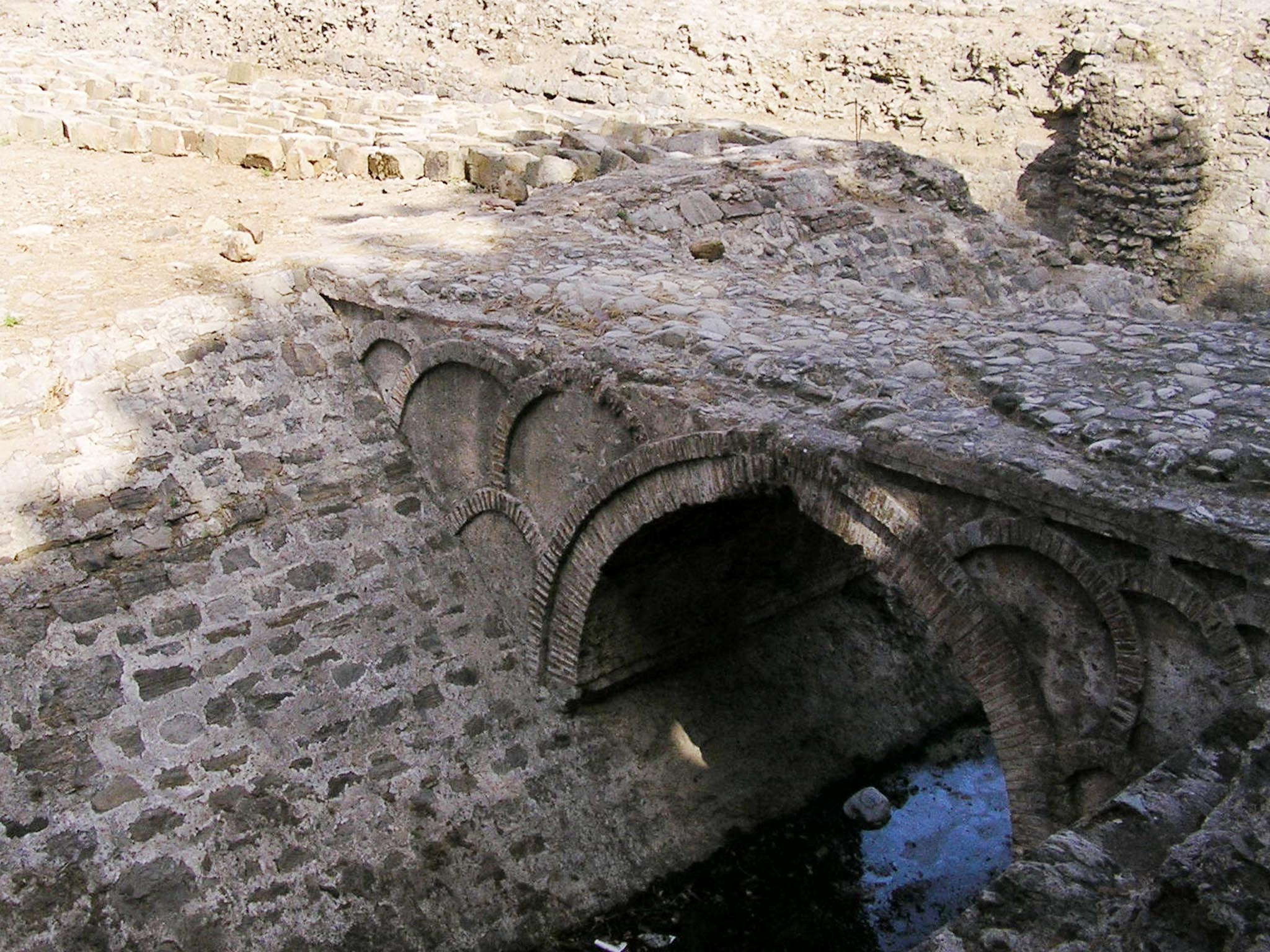
Ponte de acesso à porta do Fonsário

Em outubro de 1343, a frota magrebina cruzou o estreito de Gibraltar e chegou a Getares. Assim que foram vistos os primeiros incêndios de alerta das balizas cristãs, quarenta navios castelhanos e aragoneses estacionaram na entrada sul da cidade, mas os barcos do Norte de África não seguiram para Algeciras, abrigando-se no porto vizinho de Gibraltar. Uma batalha entre as galés ameaçou estourar. Avisado disso, o esquadrão genovês começou a embarcar tudo o que lhe pertencia para partir. Com todo o equipamento em seus navios, o almirante Egídio Boccanegra informou ao rei que, se não recebessem quatro meses de atraso pelo serviço, abandonariam o cerco. Já se sabia que os marinheiros genoveses tinham lidado com os merínidas de Gibraltar e Ceuta e as relações entre eles estavam longe de ser hostis. Temia-se no quartel-general que, não tendo sido pagos, os soldados de Gênova ajudassem os muçulmanos na batalha que se aproximava, como acontecera na época de Afonso X.
O rei resolveu pagar aos soldados de Gênova com seus próprios recursos, e os soldados decidiram continuar o cerco e permanecer leais ao rei. Um fator importante foram os empréstimos que os mercadores genoveses fizeram ao rei de Castela durante o cerco, que lhe permitiram reprimir as reclamações de seus soldados. As duas esquadras não se encontraram na baía, mas os navios comandados pelo sultão magrebino atracaram na cidade de Gibraltar, onde deixaram um grande número de soldados: 40 mil infantes e 12 mil cavaleiros segundo alguns cronistas. Em novembro, os sultões granadino e magrebino avançaram até a margem do Palmones. O movimento das tropas de Gibraltar para os Palmones era protegido por uma esquadra de navios do sultão magrebino, que se situava no meio da baía para evitar que a frota castelhano-aragonesa desembarcasse tropas para se opor a eles. O comando castelhano ordenou então tentativas de incendiar os navios inimigos por meio de embarcações cheias de material inflamável e flechas em chamas, aproveitando o forte vento de leste que soprava. Os muçulmanos evitaram o fogo colocando velas molhadas no convés e usando varas compridas para afastar os navios inimigos.
O comando castelhano tinha sido avisado da chegada das tropas por sinais à Torre dos Campeões. O exército islâmico enviou uma primeira força expedicionária através do rio para fazer o reconhecimento dos castelhanos, o que foi observado da torre. Afonso XI ordenou que nenhum de seus homens atacasse os granadinos até que todas as suas tropas tivessem cruzado o rio. Os muçulmanos também conheciam o terreno e após uma inspeção inicial e uma pequena pincelada com um pequeno grupo de cristãos, voltaram à margem do rio à espera de notícias. No acampamento de Granada eles não tinham pressa em começar a lutar porque em poucos dias receberiam reforços de sua capital, e então poderiam enfrentar os castelhanos.

### Batalha do Palmones: dezembro de 1343

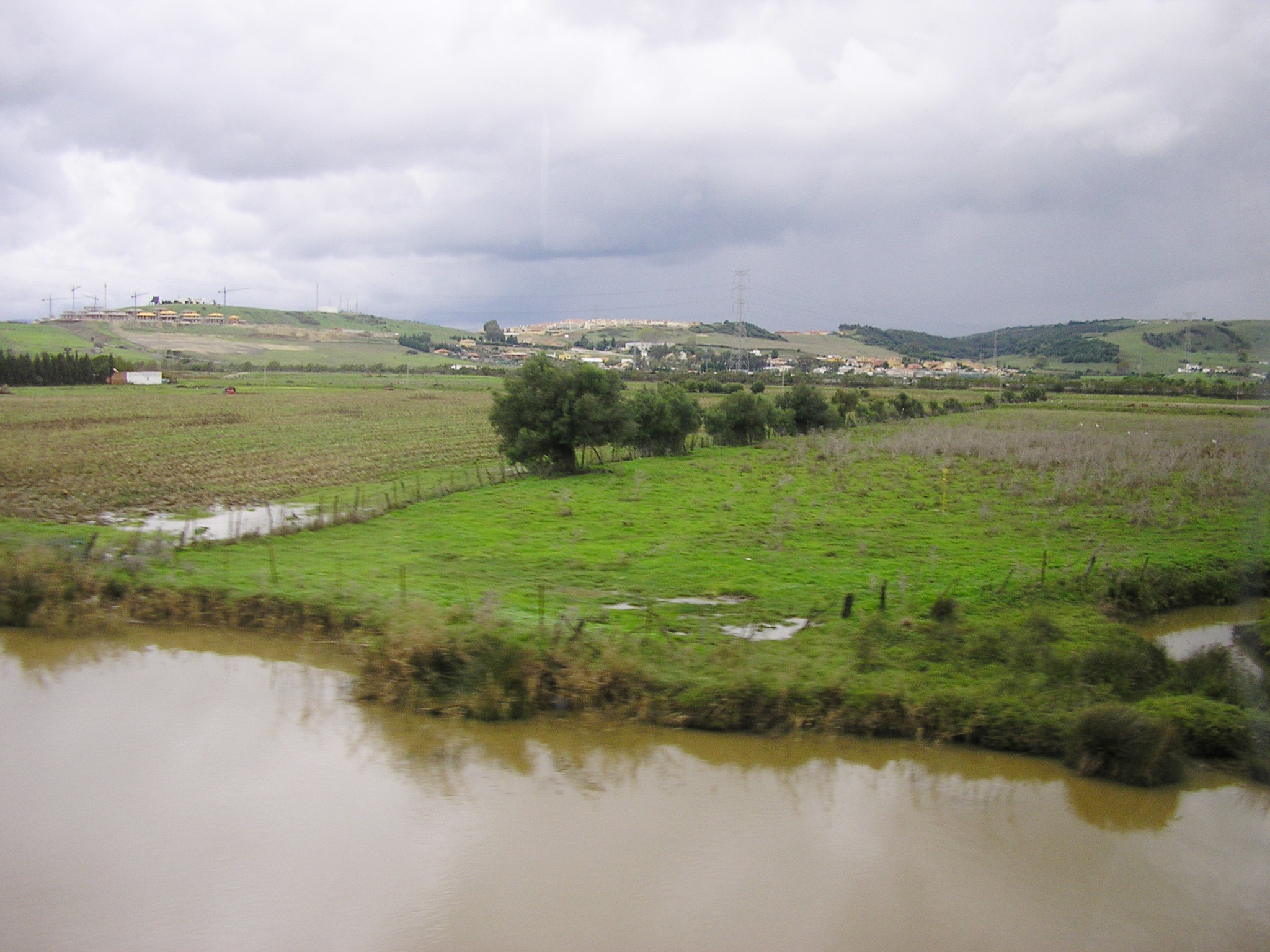
Pântanos do Palmones

Em 12 de dezembro de 1343, os ataques contra as muralhas da cidade foram especialmente fortes. A cidade estava usando "trovões" para bombardear o acampamento cristão com canhões, enquanto em troca os cristãos lançavam muitas flechas contra os defensores. Pouco depois do amanhecer, as armas de cerco cristãs romperam as defesas e, por meio delas, foi lançado um ataque à cidade, mas os sitiantes não conseguiram penetrar. Neste ponto, os defensores de Algeciras em pânico emitiram sinais de fumaça da torre da mesquita principal da cidade indicando que a situação era insustentável. No acampamento de Granada viram os sinais, ouviram o barulho e entenderam que a cidade estava sendo atacada. As tropas mouras de Gibraltar foram rapidamente mobilizadas para se juntar aos que se encontravam em formação de combate ao lado do Palmones.
Da Torre dos Campeões, Afonso XI dirigiu seu exército à formação. João Nunes foi colocado no lugar onde o rio poderia ser atravessado perto das montanhas. As tropas muçulmanas que passaram pelo vau tiveram que lutar contra os espanhóis e foram esmagadas pelo grande número de tropas que vieram da torre. Sob o comando do rei, todas as tropas cristãs cruzaram o rio e perseguiram as forças mouras em sua retirada. A cavalaria muçulmana logo se esgotou gravemente. Os mouros fugiram desordenados, ignorando as ordens de retirada para Gibraltar. Muitos fugiram às montanhas de Algeciras, outros à torre de Almoraima, perseguidos pelos castelhanos. As forças aliadas de Granada e Magrebe foram derrotadas, mas os pântanos do Palmones continham muitos cadáveres de ambos os lados. Não foi uma derrota total e havia a possibilidade de os muçulmanos reorganizarem suas tropas. Os cristãos precisavam que a cidade caísse logo.

### Bloqueio e capitulação: janeiro - março de 1344
Depois da desastrosa batalha do Palmones, o sultão de Granada queria preparar um segundo ataque às hostes cristãs, mas o moral das tropas estava baixo. O emissário do sultão magrebino convenceu-o a tentar resolver o conflito com o rei de Castela por meio de um tratado de paz, e uma carta foi enviada aos cristãos em Algeciras oferecendo uma trégua, mas Afonso XI não queria a paz em nenhum outro termo a não ser que a cidade passasse a fazer parte de seu reino. Em janeiro de 1344, Afonso decidiu restaurar a barragem naval, já que o bloqueio era frequentemente violado por pequenos barcos de Gibraltar. A nova barreira era formada por fortes cordas apoiadas em barris flutuantes, mantidas em posição por mastros de navios pesados em uma extremidade com pedras de moinho e com a outra extremidade projetando-se vários metros da superfície do mar. A instalação da barreira levou dois meses, durante os quais houve violação contínua por parte de pequenos barcos. Em janeiro, os muçulmanos enviaram um navio carregado de provisões, mas foi capturado antes de chegar à cidade. Outra tentativa em fevereiro foi bem-sucedida. Em 24 de fevereiro, cinco barcos chegaram a Algeciras com provisões. A passagem de barcos à cidade foi definitivamente cortada no início de março. Agora era apenas uma questão de tempo até que a fome obrigasse a cidade a capitular ou a oferecer um acordo satisfatório aos sitiantes.
Em março, a situação na cidade era desesperadora. Não havia pão ou qualquer outro alimento para seu povo, e apenas defensores suficientes para cobrir parte da parede. No domingo, 2 de março, Haçane Algarrafe, enviado pelo rei de Granada, chegou com notícias para o rei de Castela: o sultão estava preparado para render a cidade. Suas condições eram simples: todos os que permaneciam deveriam poder partir sob a proteção de Afonso XI com todos os seus pertences; haveria uma trégua de quinze anos entre Castela e os reinos mouros; Granada pagaria um tributo anual de doze mil dobrões de ouro a Castela. Os cavaleiros do rei recomendaram continuar o cerco, uma vez que os reforços logo chegariam de Sevilha e Toledo, e as trincheiras ao redor da cidade garantiam que logo morreria de fome. No entanto, Afonso XI não queria continuar lutando, pois o custo era muito alto, tanto em dinheiro quanto em vidas. Aceitou as condições propostas além da duração da trégua, que seria de apenas dez anos. O Tratado de Algeciras foi então assinado, pondo fim a vinte e um meses de cerco.
Em 26 de março de 1344 os habitantes de Vila Nova passaram, com seus pertences, à Vila Velha, cedendo a Vila Nova ao príncipe João Manuel. No dia seguinte, véspera do Domingo de Ramos, a Vila Velha foi entregue a Afonso XI vazia de seus ocupantes. As torres da cidade foram enfeitadas com os estandartes do rei, de Pedro, do mestre de Santiago, Henrique, Fernando, Telo e João. Acompanhando a delegação estavam os principais comandantes do rei, incluindo Egídio Boccanegra, que foi nomeado Senhor do Estado da Palma em reconhecimento por seu trabalho no cerco. No dia seguinte, uma missa foi celebrada na mesquita da cidade, consagrada como uma catedral dedicada a Santa Maria da Palma, ainda a padroeira da cidade. Um historiador árabe registrou que Alfonso tratou bem os generais mouros e os habitantes expulsos da cidade. Muitos deles se mudaram para o outro lado da baía de Gibraltar, aumentando a população daquela fortaleza remanescente do Sultão de Marrocos. Nobres castelhanos que morreram no cerco incluíam Rui Lopes de Rivera, ex-embaixador castelhano no Magrebe, Diego Lopes de Zunhiga e Haro, senhor de Rioja, Gonçalo Janez e Fernando Gonçalves, senhores de Aguilar, entre outros.

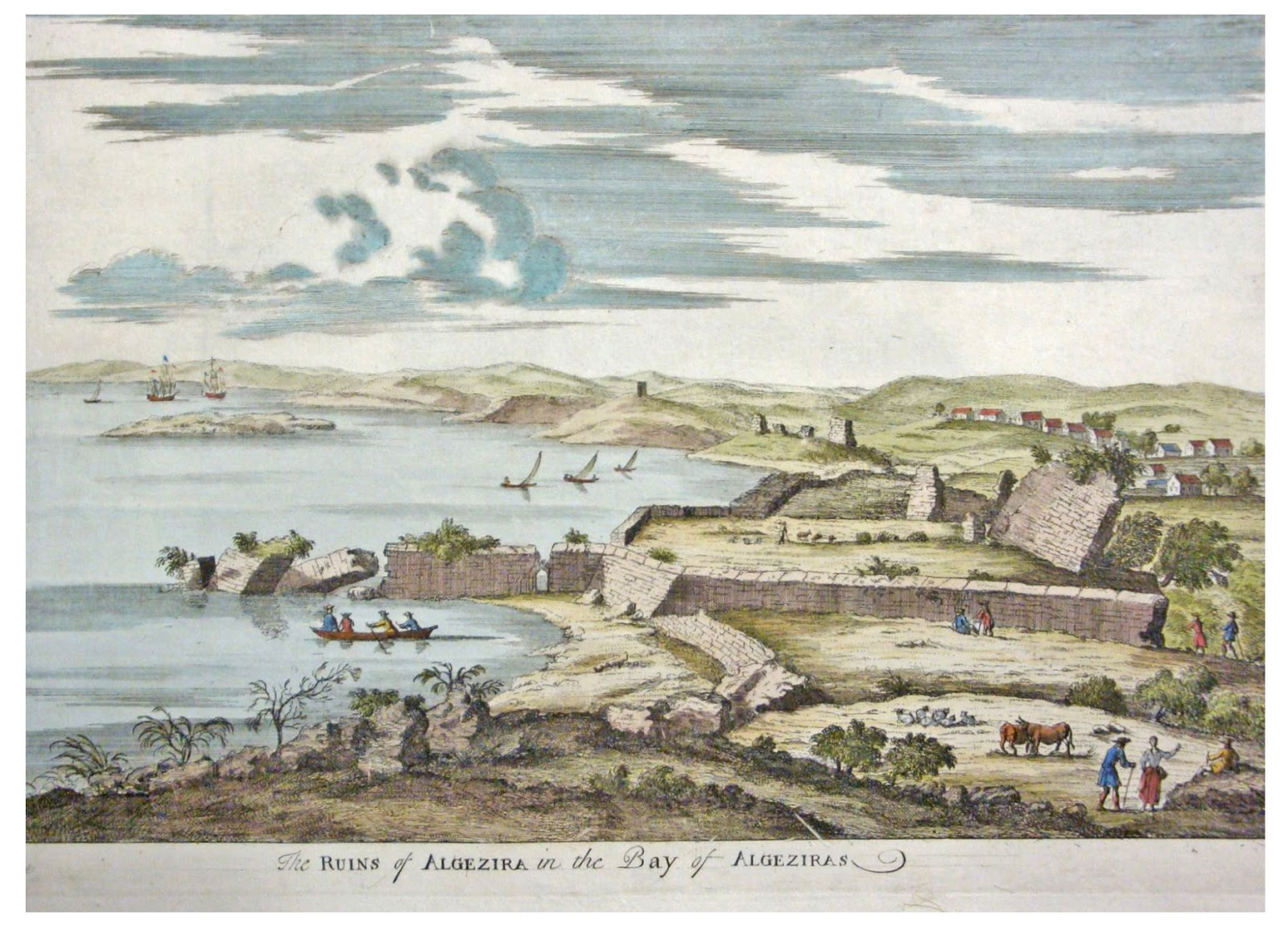
Ruínas de Algeciras em gravura do século XVIII

## Rescaldo
A queda de Algeciras foi um passo decisivo na Reconquista, dando à Coroa de Castela o principal porto da costa norte do estreito de Gibraltar. Para garantir a prosperidade da nova cidade castelhana, em 1345 Afonso XI emitiu um foral que concedia terras agrícolas e benefícios fiscais a quem quisesse se estabelecer na cidade. Acrescentou "Rei de Algeciras" aos seus títulos e pediu ao papa Clemente VI que mudasse a Catedral de Cádis para Algeciras, criando a diocese de Cádis e Algeciras e convertendo a principal mesquita da cidade numa catedral dedicada à Virgem da Palma. A cidade seria a partir de então a principal base de ação dos exércitos cristãos. Após a perda da Aljazira Alcadra, o único porto ibérico remanescente do Magrebe era Gibraltar. Todos os esforços da Reconquista agora se concentrariam em tomar este porto. Em 1349, Afonso XI iniciou o Quinto Cerco de Gibraltar, contando novamente com as frotas de Aragão e Gênova, que estabeleceram a sua base principal em Algeciras, mas desta vez o destino da cidade não dependeu de ações militares: em 26 de março daquele ano o rei morreu durante uma epidemia de peste bubônica no acampamento castelhano.
Esta morte inesperada resultou em uma guerra civil entre os pretendentes ao trono de Castela. As consequências da guerra em Algeciras foram rápidas. Em 1369, durante a guerra entre Pedro, o Cruel, e seu irmão Henrique II, a guarnição foi reduzida e algumas das tropas enviadas para o norte. Maomé V, sultão de Granada, aproveitou a oportunidade para recapturar a Aljazira Alcadra. Os muçulmanos reconstruíram as defesas e estabeleceram uma grande força para defender a cidade. O destino da cidade mudou novamente com o fim das disputas em Castela. Em 1379, quando os exércitos cristãos se reagruparam, os mouros previram a sua incapacidade de defender a cidade em caso de novo cerco, e o perigo de voltar a cair nas mãos dos castelhanos. Naquele ano, empreenderam a destruição da cidade. Derrubaram os muros do porto e queimaram todos os edifícios. Em três dias, Algeciras foi completamente destruída. Permaneceria assim até a conquista britânica de Gibraltar em 1704, quando alguns dos exilados de Gibraltar colonizaram os campos áridos da antiga Vila Velha.